# Британская научная ассоциация
Британская научная ассоциация (англ. British Science Association; до 2009 года ― Британская ассоциация содействия развитию науки; англ. British Association for the Advancement of Science) ― общественная организация, деятельность которой посвящена популяризации и развитию науки.
Основана в 1831 году по инициативе священника Уильяма Харкорта (1789-1871), каноника Йоркского собора, и физика Дэвида Брюстера в противовес более элитарному Лондонскому королевскому обществу. Проводит ежегодные выездные конференции в разных английских городах. В XIX веке  они собирали более 2000 участников, становясь крупными событиями научной жизни. Именно на одной из таких конференций, проходившей в 1860 году в Оксфорде, случилась знаменитая перепалка Томаса Гексли и епископа Сэмюэля Уилберфорса по поводу происхождения человека.